# Рос Софеап
Рос Софеап (англ. Ros Sopheap) — феміністська активістка з Камбоджі.

## Життєпис
Софеап працює старшою менеджеркою в організації Gender and Development for Cambodia (Гендерні питання та розвиток в Камбоджі)). GADC створено з метою запобігання насильству проти жінок. Крім того, активістки організації заохочують жінок та особливо дівчат стати ефективними та впевненими лідерками. При цьому активістки GADC культивують у суспільстві підтримку жіночого лідерства, гендерної рівності та участі у національних та регіональних форумах, що підтримують гендерну рівність.
Представник Організації Об'єднаних Націй у Камбоджі заявив, що дослідження показало, що кожна з п'ятих жінок у Камбоджі зазнала фізичного чи сексуального насильства від своїх партнерів. Майже половина постраждалих жінок нікому не довіряють і не повідомляють про зловживання владі.